# Тезенс
Тезенс (нім. Tösens) — громада округу Ландек у землі Тіроль, Австрія.
Тезенс лежить на висоті 930 м над рівнем моря і займає площу 31,1 км². Громада налічує 669 мешканців.
Густота населення 22/км².
|                                 |
| Тезенс на мапі округу та землі. |

 Адреса управління громади: Tösens 44, 6541 Tösens.